# Super Sego Fútbol Sala
Il Super Sego Fútbol Sala fu un club spagnolo di calcio a 5 di Saragozza, esistito tra il 1983 e il 1998.

## Storia
Nel corso della sua storia la squadra ha vinto 1 campionato spagnolo nel 1994-1995, 1 coppa nel 1993 e la supercoppa l'anno successivo. Nel corso degli anni ha assunto diversi nomi per motivi di sponsorizzazione tra cui Pinturas Lepanto Saragozza o semplicemente Sego Saragozza. I problemi economici sono iniziati nel 1996 quando non venne rinnovato il contratto con lo sponsor, il che portò a non riuscire a pagare gli stipendi dei giocatori. Nella stagione 1996-1997 si piazzò in tredicesima posizione mentre l'anno successivo fu squalificato a campionato in corso dopo non essersi presentata a diverse partite. Poco tempo dopo venne annunciato il suo scioglimento.

## Palmarès
- Campionato spagnolo: 1

1994-95
- Coppa di Spagna: 1

1992-93
- Supercoppa di Spagna: 1

1993